# Atiku Abubakar

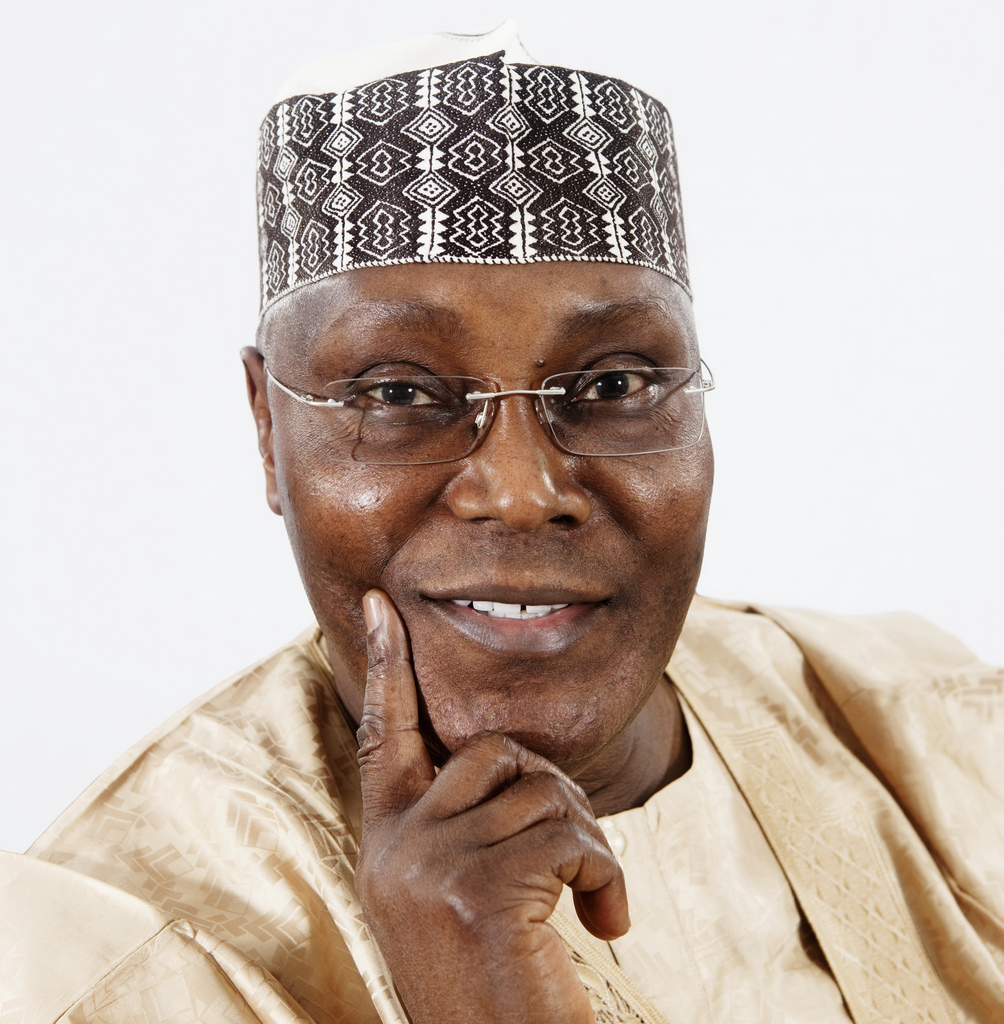
Atiku Abubakar (2011)

Atiku Abubakar (* 25. November 1946 in Jada) ist ein nigerianischer Unternehmer und Politiker. Er war von 1999 bis 2007 nigerianischer Vizepräsident in der Regierung von Olusegun Obasanjo. Er trat 2007, 2019 und 2023 als Präsidentschaftskandidat an.

## Leben
Abubakar wurde in Jada im Bundesstaat Adamawa im Nordosten Nigerias geboren. Als er acht Jahre alt war, starb sein Vater im Gefängnis, sodass er bei Verwandten aufgenommen wurde. Von 1954 bis 1960 besuchte er die Primarschule in Jada und von 1961 bis 1965 die Sekundarschule in Yola. An der Yola Middle School studierte er Volkswirtschaft, britische Wirtschaftsgeschichte, Politik und die Sprache Hausa. 1967 wechselte er zur Ahmadu Bello University in Zaria und wurde in Jura promoviert. Ab 1969 arbeitete Abubakar 20 Jahre lang bei der Zollbehörde, wo er zum stellvertretenden Direktor aufstieg. Ab 1989 betätigte er sich als Privatunternehmer im Energie- und Medienbereich; vor seiner Wahl zum Vizepräsidenten war er Vorsitzender von sieben Unternehmen. Er besitzt unter anderem die ABTI American University of Nigeria und das Ölunternehmen Intels Nigeria Limited, das in Angola, Äquatorialguinea, Gabun und São Tomé und Príncipe tätig ist. 1998 beteiligte er sich an der Gründung der People’s Democratic Party (PDP), und mit ihrem Wahlerfolg wurde er am 29. Mai 1999 Vizepräsident von Nigeria.
Für die Präsidentschaftswahlen am 21. April 2007 wollte Abubakar als Kandidat der PDP antreten und missbilligte deshalb die Versuche Obasanjos, durch eine Verfassungsänderung ein drittes Mal kandidieren zu können. Obasanjo wollte dagegen die Kandidatur Abubakars verhindern und erhob Korruptionsvorwürfe gegen ihn. Nachdem die Kommission für Wirtschafts- und Finanzkriminalität Abubakar am 18. September 2006 der Veruntreuung von 555 Millionen US-Dollar beschuldigt hatte, suspendierte ihn die PDP als Vizepräsident. Abubakar wechselte zur Oppositionspartei Action Congress (AC), die ein Wahlbündnis mit der All Nigeria People’s Party (ANPP) eingegangen war. Bei der Präsidentschaftswahl erhielt er 7,47 % der Stimmen.

### Korruptionsvorwürfe
Abubakar begründet seinen eigenen Reichtum mit klugen Investitionen, harter Arbeit und dem Glück, zur richtigen Zeit am richtigen Ort gewesen zu sein. Kritiker bezichtigen ihn jedoch der Korruption. Bereits 1984 wurde gegen Abubakar ermittelt, als er als verantwortlicher Zollbeamter am Flughafen Lagos die Durchfuhr von 53 angeblich teilweise mit Geld gefüllten Koffern des Emirs von Gwandu gestattete, ohne den Inhalt kontrolliert zu haben. Im August 2005 wurde bekannt, dass er Bestechungsgelder vom US-amerikanischen Kongressabgeordneten William J. Jefferson erhalten und als Gegenleistung die Internettechnologie einer US-Firma in Nigeria eingeführt hatte.

### Weitere Karriere
Abubakar trat auch 2015 für den All Progressives Congress (APC) als Präsidentschaftskandidat an, verlor aber in den Vorwahlen. 2019 forderte er für die PDP den amtierenden Präsidenten Muhammadu Buhari (APC) heraus und erreichte mit einem Stimmenanteil von 41 % den zweiten Platz.

### Privates
Abubakar ist Muslim. Aus seinen fünf Ehen (eine davon bereits geschieden) hat er mindestens 28 Kinder.